# Patienten-Heimversorgung
Die Patienten-Heimversorgung (PHV) ist eine gemeinnützige Stiftung mit Sitz in Bad Homburg vor der Höhe, die als der nach eigenen Angaben zweitgrößte deutsche Dialyseanbieter tätig ist und im Besonderen die Heimdialyse fördert.
Die Stiftung wurde 1973 mit der Zielsetzung errichtet, die Betreuung und Versorgung von Patienten, Hilfs- und Pflegebedürftigen zu fördern, das erste Dialysezentrum wurde 1974 eröffnet. Heute (Stand 2023) versorgt die PHV in Zusammenarbeit mit über 150 kooperierenden Fachärzten für Innere Medizin und Nephrologie (Nierenheilkunde) rund 7.000 Dialysepatienten in Deutschland, Österreich und der Schweiz. Die PHV betreibt dazu Dialysezentren und überregionale Trainingszentren für Heimdialyse, die von der Verwaltung in Bad Homburg gesteuert werden. Nach eigenen Angaben beschäftigt sie rund 2.000 Mitarbeiter. Seit 2008 betreibt die Stiftung zudem über gemeinnützige Tochtergesellschaften Medizinische Versorgungszentren, die ebenfalls als gemeinnützige Einrichtungen geführt werden.
Im Jahr 2023 feiert die Stiftung ihr 50-jähriges Jubiläum. Auf ein großes Jubiläumsfest verzichtet die PHV. Stattdessen unterstützt sie den Bundesverband Niere e.V. als Interessenvertreter Nierenkranker und Transplantierter in Deutschland mit einer Spende in Höhe von 5.000 Euro. Alle Mitarbeiterinnen und Mitarbeiter der PHV dürfen sich über einen zusätzlichen Urlaubstag freuen, mit dem sich die Stiftung bei ihren Beschäftigten für ihr Engagement bedankt.

## Standorte

### Dialysezentren

#### Deutschland
- Baden-Württemberg: Singen (Hohentwiel), Biberach an der Riß, Herrenberg, Böblingen, Reutlingen, Feuerbach (Stuttgart), Stuttgart-Mitte, Stuttgart-Bad Cannstatt, Stuttgart-Dürrlewang, Stuttgart im Robert-Bosch-Krankenhaus, Leonberg, Waiblingen, Marbach am Neckar, Backnang, Winnenden
- Brandenburg: Oranienburg
- Hamburg: Bezirk Hamburg-Nord, Hamburg im Alstertal, Hamburg-Sinstorf
- Hessen: Witzenhausen, Eschwege, Kassel, Melsungen, Bad Wildungen, Lauterbach, Alsfeld, Marburg, Georg-Haas-Dialysezentrum Gießen, Dialysezentrum im Uni-Klinikum Gießen, Lich, Wetzlar, Herborn, Braunfels, Weilburg, Limburg an der Lahn, Limburg im St. Vincenz-Krankenhaus, Bad Homburg vor der Höhe, Friedberg, Bad Camberg, Schotten
- Niedersachsen: Wittmund, Jever, Wilhelmshaven, Sande, Hildesheim, Goslar, Bad Harzburg, Bad Rothenfelde
- Nordrhein-Westfalen: Bonn, Gelsenkirchen, Siegen, Klinikum Siegen, Bad Laasphe, Bad Wünnenberg, Paderborn, Detmold, Lemgo, Herford, Bad Oeynhausen, Bünde, Lübbecke, Minden, Petershagen, Harsewinkel, Rheda-Wiedenbrück, Gütersloh, Lippstadt, Soest, Ev. Krankenhaus Bethel (Bielefeld), Ev. Krankenhaus Johannesstift
- Sachsen: Leipzig-Wiederitzsch, Meißen, Großenhain, Friedrichstadt (Dresden), Dresden-Johannstadt
- Sachsen-Anhalt: Wernigerode, Halberstadt, Oschersleben im Ortsteil Neindorf, Sangerhausen, Sangerhausen in der Helios-Klinik
- Schleswig-Holstein: Kiel, Flensburg, Neumünster
- Thüringen: Altenburg, Altenburg am Klinikum

#### Österreich
- Thiersee

#### Schweiz
- Thun

An allen Standorten bietet die PHV die Möglichkeit der Urlaubs-/Feriendialyse an.

### Überregionale Heimdialyse-Trainingszentren
Die überregionalen Heimdialyse-Trainingszentren dienen der Schulung der Patienten und Angehörigen für die Heimdialyse und ferner auch der Weiterbildung für Ärzte und Pflegepersonal. Patienten können für bestimmte Zeit von ihrem Dialysezentrum zu den Trainingszentren überwiesen werden und danach wieder zurückkehren.
Folgen Trainingszentren existieren, die sich alle mit der Ausnahme Bad Mergentheim im jeweiligen Dialysezentrum befinden.
- Kiel
- Wilhelmshaven
- Bielefeld (im Dialysezentrum im ev. Krankenhaus Bethel)
- Paderborn
- Siegen
- Gießen (im Dialysezentrum im Uni-Klinikum)
- Limburg an der Lahn (im normalen Dialysezentrum)
- Bad Mergentheim (einziges Zentrum, das nur als überregionales Trainingszentrum dient)
- Stuttgart: Stuttgart-Mitte und Robert-Bosch-Krankenhaus
- Dresden (Dialysezentrum in Friedrichstadt)

### Medizinische Versorgungszentren (gemeinnützig)
Die PHV betreibt auch gemeinnützige Medizinische Versorgungszentren, mit dem Schwerpunkt Innere Medizin und Nephrologie. Einige MVZ verfügen zudem über eine weitere Fachrichtung. Es gibt an folgenden Standorten Medizinische Versorgungszentren der PHV:
- MVZ Hamburg-Langenhorn

Teile sind eine Praxis für Nieren- und Hochdruckerkrankungen und eine Psychotherapeutische Praxis. Räumlich angebunden ist das Dialysezentrum Hamburg-Nord.
- MVZ Im Alstertal in Hamburg

Teile sind eine Praxis für Nieren- und Hochdruckerkrankungen und eine Praxis für Psychotherapie. Räumlich angebunden ist das Dialysezentrum „Dialyse im Alstertal“.
- MVZ Hamburg-Sinstorf

Besteht aus jeweils einer Praxis für Nieren- und Hochdruckerkrankungen in den Hamburger Stadtteilen Sinstorf und Wilhelmsburg. Räumlich angebunden ist das Dialysezentrum Hamburg-Sinstorf.
- MVZ für Nieren- und Hochdruckerkrankungen in Halberstadt

Standorte: Halberstadt und Oschersleben; mit einer Praxis für Nieren- und Hochdruckerkrankungen. Räumlich angebunden sind jeweils die Dialysezentren Halberstadt und Oschersleben.
- MVZ Bad Harzburg-Goslar

Standorte: Bad Harzburg und Goslar; Teile sind eine Praxis für Nieren- und Hochdruckerkrankungen, Herz- und Gefäßerkrankungen und Magen- und Darmerkrankungen und eine Praxis für Allgemeinmedizin. Räumlich angebunden sind jeweils die Dialysezentren Bad Harzburg und Goslar.
- MVZ Kassel-Herkulesstraße

mit einer Schwerpunktpraxis für Nephrologie und Hypertensiologie (Medizin der Hochdruckkrankheiten); räumlich angebunden ist das Dialysezentrum Kassel.
- MVZ Eschwege

Standorte: Klinikum Werra-Meißner, Eschwege und Witzenhausen; mit einer Praxis für Nieren- und Hochdruckerkrankungen; räumlich angebunden sind jeweils die Dialysezentren Eschwege und Witzenhausen.
- MVZ Bachstraße in Bad Rothenfelde

mit einer Praxis für Nieren- und Hochdruckerkrankungen; räumlich angebunden ist das Dialysezentrum Bad Rothenfelde.
- MVZ Herford-Bünde

Standorte: Herford und Bünde; Teile sind eine Praxis für Nieren- und Hochdruckerkrankungen und eine Praxis für Gynäkologie und Geburtshilfe. Räumlich angebunden sind jeweils die Dialysezentren Herford und Bünde.
- MVZ Dresden-Friedrichstadt

Teile sind eine Praxis für Nieren- und Hochdruckerkrankungen und eine Praxis für Psychotherapie. Räumlich angebunden ist das Dialysezentrum Dresden-Friedrichstadt.
- MVZ Backnang

Standorte: Backnang, Marbach und Winnenden; mit einer Praxis für Innere Medizin. Räumlich angebunden sind jeweils die Dialysezentren Backnang, Marbach und Winnenden.
- MVZ Waiblingen

mit jeweils einer Praxis für Nieren- und Hochdruckerkrankungen in Waiblingen und Winnenden; räumlich angebunden ist das Dialysezentrum Waiblingen.
- MVZ Nephrologie Paderborn

mit jeweils einer Praxis für Nieren- und Hochdruckerkrankungen in Paderborn und Bad Wünnenberg; räumlich angebunden sind die Dialysezentren Paderborn und Bad Wünnenberg.
- MVZ für Nieren- und Hochdruckerkrankungen Großenhain

mit jeweils einer Praxis für Nieren- und Hochdruckerkrankungen in Großenhain und Meißen; räumlich angebunden sind die Dialysezentren Großenhain und Meißen.
- MVZ für Nieren- und Hochdruckerkrankungen Altenburg

mit einer Praxis für Nieren- und Hochdruckerkrankungen; räumlich angebunden ist das Dialysezentrum in Altenburg
- MVZ für Nieren- und Hochdruckerkrankungen Lippe gGmbH

mit jeweils einer Praxis für Nieren- und Hochdruckerkrankungen in Detmold und Lemgo; räumlich angebunden sind die Dialysezentren in Detmold und Lemgo.
- MVZ für Nieren- und Hochdruckerkrankungen Marburg

mit einer Praxis für Nieren- und Hochdruckerkrankungen; räumlich angebunden ist das Dialysezentrum in Marburg
- MVZ für Nieren- und Hochdruckerkrankungen Vogelsberg

Standorte: Alsfeld, Lauterbach und Schotten; Teile sind eine Nephrologische Praxis und eine Kardiologische Praxis. Räumlich angebunden sind jeweils die Dialysezentren Alsfeld, Lauterbach und Schotten.
- MVZ für Nieren- und Hochdruckerkrankungen Gelsenkirchen gGmbH

mit einer Praxis für Nieren- und Hochdruckerkrankungen; räumlich angebunden ist das Dialysezentrum in Gelsenkirchen
- MVZ Nierenzentrum Limburg

bestehend aus jeweils einer nephrolgoischen Praxis in Limburg und Bad Camberg; räumlich angebunden sind die Dialysezentren in Limburg, Bad Camberg und Weilburg
- MVZ Internistisch-Nephrologisches Zentrum Stuttgart

bestehend aus dem Internistisch-Nephrologischen Zentrum Stuttgart Mitte, dem Nierenzentrum am Klinikum Bad Cannstatt sowie dem Nieren- und Diabeteszentrum Stuttgart; räumlich angebunden sind die Dialysezentren in Stuttgart-Mitte, -Feuerbach, -Bad Cannstatt und -Vaihingen/Dürrlewang
- MVZ für Nieren- und Hochdruckerkrankungen Neumünster gGmbH bestehend aus einer Praxis für Nieren- und Hochdruckerkrankungen; räumlich angebunden ist das Dialysezentrum in Neumünster

### Institut für Fort- und Weiterbildung (ifw)
Die PHV hat das ifw 1996 eingerichtet, um Mitarbeiter in Gesundheitseinrichtungen, insbesondere in der Dialyse zu schulen. Das ifw ist eine staatlich anerkannte Bildungseinrichtung und ist Gründungsmitglied der Bundesarbeitsgemeinschaft für nephrologische Weiterbildung sowie Mitglied in verschiedenen nationalen und internationalen nephrologischen Arbeitsgruppen. Es stehen folgende Bildungszentren zur Verfügung:
- Bad Homburg vor der Höhe (Hauptsitz des ifw)
- Hamburg
- Stuttgart
- Bad Camberg
- Leipzig
- Bielefeld